# Otiothops luteus
Otiothops luteus är en spindelart som först beskrevs av Eugen von Keyserling 1891.  Otiothops luteus ingår i släktet Otiothops och familjen Palpimanidae. Inga underarter finns listade i Catalogue of Life.